# La Miniature volée
La Miniature volée (sous-titré Les Aventures d'un maître boucher sensible ; Die verschwundene Miniatur (oder Die Abenteuer eines empfindsamen Fleischermeisters) est un roman d'Erich Kästner, publié en 1935. Il fait partie des livres que Kästner a écrit pendant sa période d'émigration intérieure sous le nazisme. Il a connu un succès international et a été deux fois adapté au cinéma.

## Résumé
Oscar Külz, un jovial et naïf boucher berlinois, s'offre une virée à Copenhague pour fuir les saucisses et les jambons de sa boutique.
À la terrasse d'un hôtel chic, il fait la connaissance de Mademoiselle Trüber, la secrétaire particulière d'un riche collectionneur de tableaux. Elle est chargée de ramener à Berlin une précieuse miniature de Hans Holbein le Jeune. Mais un vol d'objets d'art vient d'être commis. Elle s'inquiète. Monsieur Külz est il prêt à l'aider ? « Je suis votre homme », lui assure-t-il. Et Oscar se retrouve aux prises avec une bande de malfrats. De quoi lui faire regretter ses hachoirs et ses chambres froides...

## Commentaire
La Miniature volée est considéré comme un des romans apolitiques de Kästner. Mais quelques détails révèlent cependant une subtile critique du régime nazi. Ainsi, le fait que les héros de l'histoire combattent à travers l'Europe une bande de voleurs ayant leur quartier général à Berlin, est une référence à la situation politique en Europe. La spéculation de Rudi Struwe, un des personnages du roman, qui imagine la vie dans un monde où le soleil ne luirait que sur les justes tandis que les autres resteraient dans l'ombre, est aussi un indice.

## Contexte de l'édition
En 1935, Erich Kästner était sous le coup d'une interdiction de publier. Cependant, l'interdiction absolue d'écrire qui avait été prononcée en 1933 a été assouplie de sorte que Kästner a pu éditer ses livres à l'étranger et les vendre an Allemagne. C'est pourquoi la première édition du roman a été publiée en Suisse par Atrium Verlag. Die verschwundene Miniatur a été traduit en 22 langues ; il s'agit du roman pour adultes de Kästner le plus traduit.

## Adaptations au cinéma
Dès 1937, la MGM achète les droits d'adaptation du roman , mais elle ne réalise pas le projet car, dans les prémices de la Seconde Guerre mondiale, les auteurs allemands sont peu considérés aux États-Unis. C'est Erich Kästner lui-même qui a écrit le scénario pour le film homonyme tourné en 1954 par Carl-Heinz Schroth avec Paul Westermeier, Paola Loew et Ralph Lothar. En 1989, la Deutscher Fernsehfunk a tourné un téléfilm fondé en partie sur le livre, sous la direction de Vera Loebner, avec un scénario de Friedemann Schreiter.